# صبيراوية
الصبيراوية (الاسم العلمي:Opuntieae) هي قبيلة من النباتات تتبع الفصيلة الصبارية من رتبة القرنفليات.

## أجناس الصبيراوية
- الصبير

## الأنواع
أنواع هذا الكائن:
- كود سباركل
- تحديث القائمة

جنس:صبير 
اسم علمي: Opuntia